# Франц фон Папен
Франц Йозеф Герман Міхаель Марія фон Папен (нім. Franz Joseph Hermann Michael Maria von Papen, 1879–1969; Franz Joseph Hermann Michael Maria von Papenⓘ) — німецький політичний діяч і дипломат.

## Життєпис
Франц фон Папен народився 29 жовтня 1879 року в Вестфалії у місті Верле в сім'ї великого землевласника, що походив із стародавнього німецького лицарського роду. До Першої світової війни був офіцером Генштабу. В 1913–1915 рр. — військовий аташе в США, звідки був висланий за шпигунство і підривну діяльність. Після цього служив спочатку на Західному фронті. В 1916 році виступав посередником між німецьким урядом та ірландськими повстанцями-республіканцями з питань постачання зброї, яке було використане ними проти британської армії. Потім, з 1917 р., служив офіцером Генштабу на Близькому Сході в званні майора османської армії в Палестині. В 1918 повернувся до Німеччини і звільнився з армії в чині підполковника.

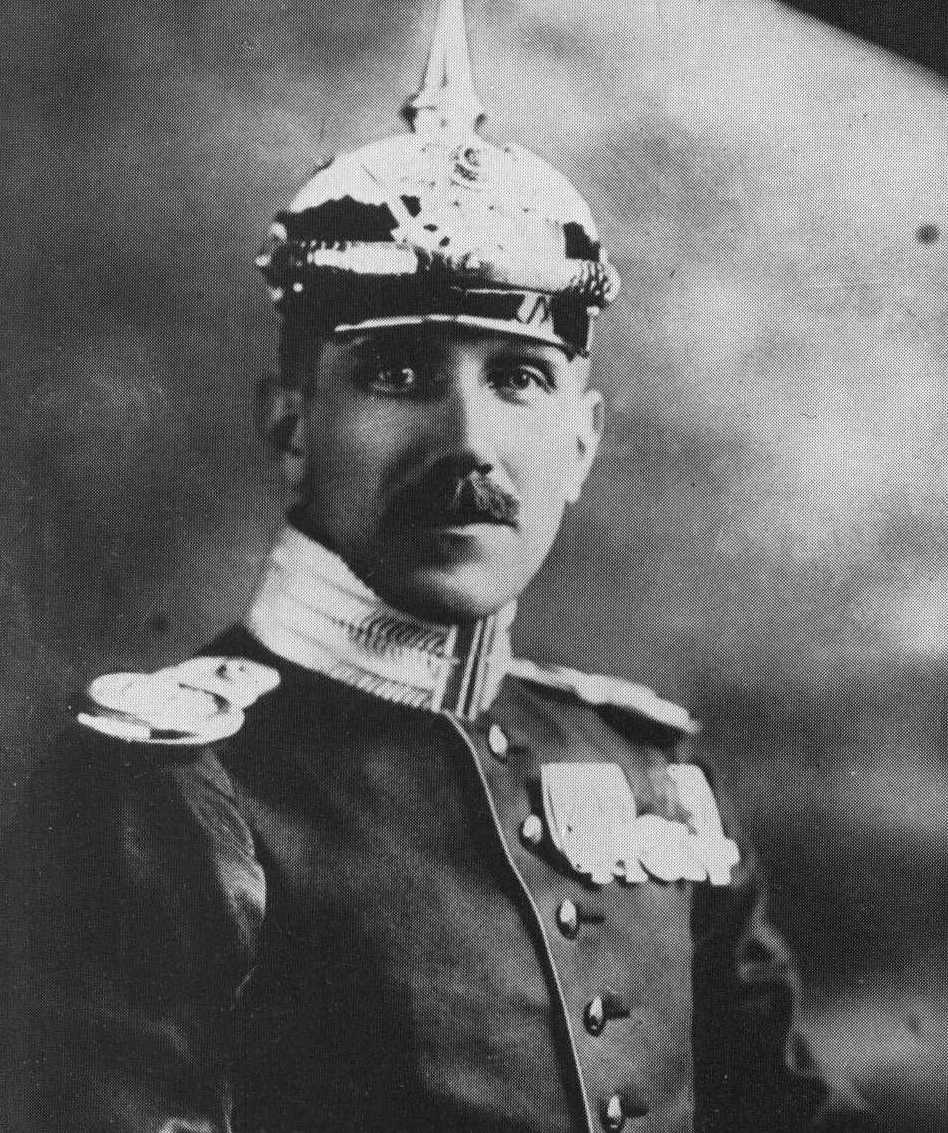
Франц фон Папен — військовий аташе посольства Німеччини в США. 1914

В 1921–1932 депутат прусського ландтагу від католицької партії Центру; належав до її крайнього правого крила. На президентських виборах 1925 р. здивував свою партію, підтримавши кандидатуру Пауля фон Гінденбурга від партії Центру Вільгельма Маркса.
З 1 червня по 2 грудня 1932 р. очолював уряд, що об'єктивно сприяло посиленню позицій нацистів Німеччині. Брав активну участь у встановленні в січні 1933 р. нацистської диктатури і увійшов до кабінету Гітлера на посаді віце-канцлера.
Проте незабаром, 17 червня 1934 р., виступив у Марбурзькому університеті з промовою на підтримку поглядів консервативних сил рейхсверу, фінансової та ділової еліти Німеччини, незадоволених нацистською соціалістичною риторикою і екстремізмом (так звана «Марбурзька промова»). Критика розлютила верхівку нацистської партії і Адольфа Гітлера, а реакцією стала ніч довгих ножів — розгром верхівки штурмових загонів (СА). Найближчі соратники фон Папена були також вбиті, проте сам він не постраждав завдяки підтримці фон Гінденбурга.
З липня 1934 по березень 1938 р. фон Папен служив послом в Австрійській республіці і сприяв здійсненню аншлюсу. Потім, займаючи в 1939–1944 рр. посаду посла в Туреччині, фон Папен прагнув привернути її до числа союзників Третього Рейху. У зв'язку з цим на нього було влаштовано замах агентами радянської розвідки, який, однак, не увінчався успіхом. У ході війни гітлерівський уряд намагався призначити фон Папена послом Третього Рейху при папському престолі, однак папа Пій XII відхилив цю пропозицію.
У квітні 1945 у фон Папен був арештований в Рурі військовою адміністрацією 9-ї армії США. В 1946 р. постав перед судом Міжнародного військового трибуналу в Нюрнберзі, але був виправданий. Проте в лютому 1947 р. знов постав перед комісією з денацифікації і засуджений до восьми років в'язниці як головний воєнний злочинець.
В 1950-ті роки фон Папен безуспішно намагався знову зайнятися політикою. На схилі років жив в замку Бенценхофен (Верхня Швабія) і опублікував безліч книг і спогадів, в яких намагався виправдати політику, що проводилася ним в 1930-ті роки, наводячи паралелі між цим періодом і початком холодної війни.
Франц фон Папен помер 2 травня 1969 р. в Оберзасбсі (Баден).

## Нагороди
- Залізний хрест 2-го і 1-го (1916) класу
- Військова медаль (Османська імперія)
- Орден Меджида 3-го ступеня із схрещеними шаблями (Османська імперія)
- Лицар Мальтійського ордена
- Почесний громадянин міста Верль (1933) — позбавлений в 1945 році.
- Лицар Великого хреста Єрусалимського Ордена Святого Гробу Господнього (1933)
- Кавалер Великого хреста Папського ордена Пія IX (Ватикан) (20 липня 1933)
- Почесний хрест ветерана війни з мечами
- Золотий партійний знак НСДАП
- Хрест Воєнних заслуг 2-го і 1-го класу з мечами
- Лицарський хрест Хреста Воєнних заслуг з мечами (15 серпня 1944)
- Папський таємний скарбник Папи Іоанна XXIII (1960)

## Галерея

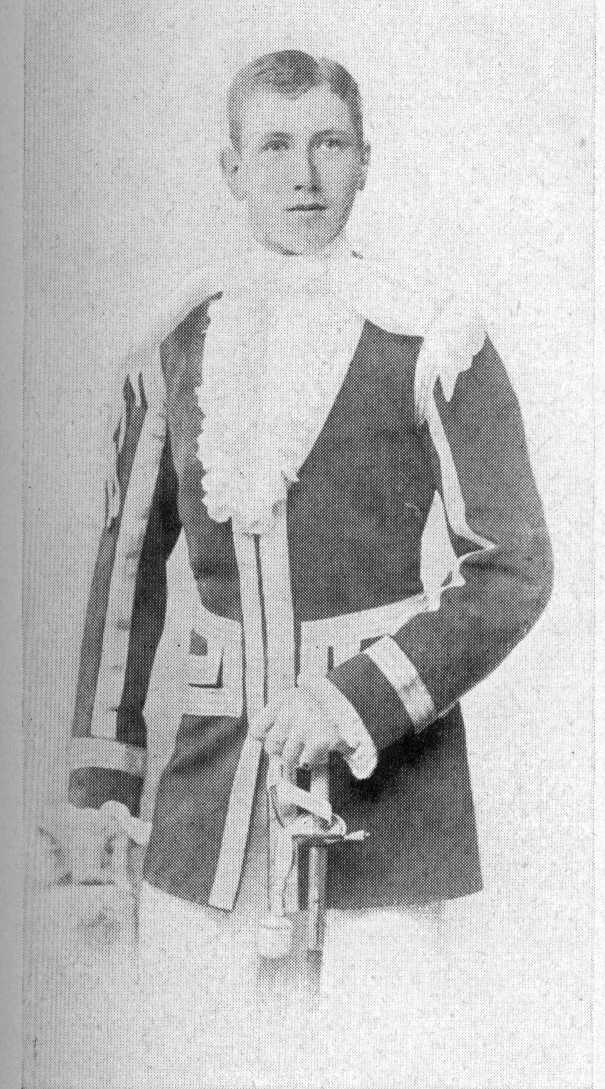
Паж Імператорського двору (Берлін, 1897).
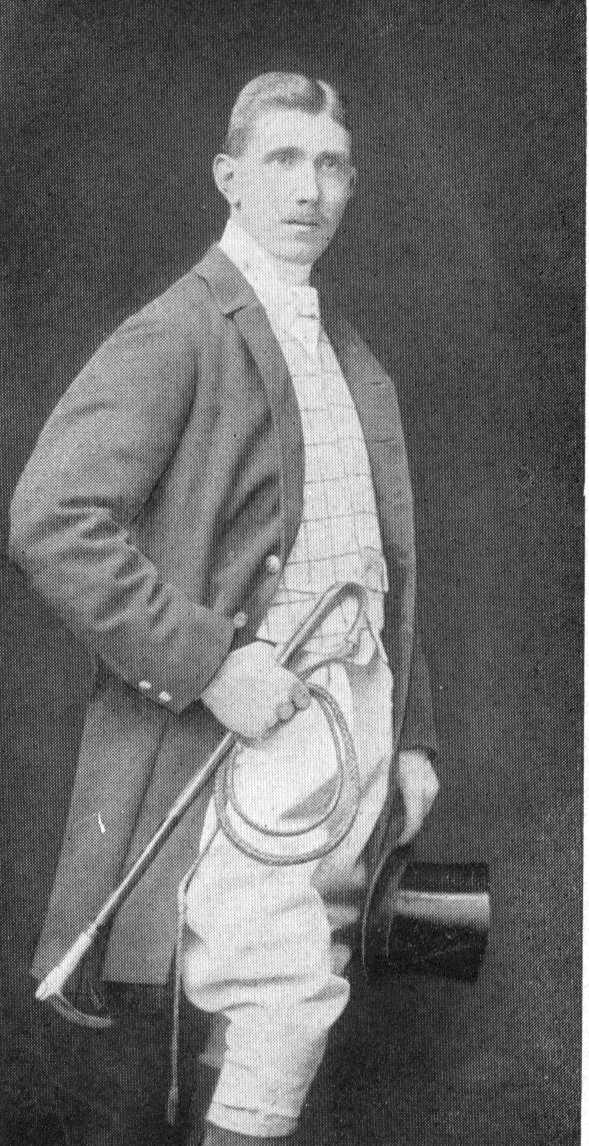
В костюмі вершника (1903).
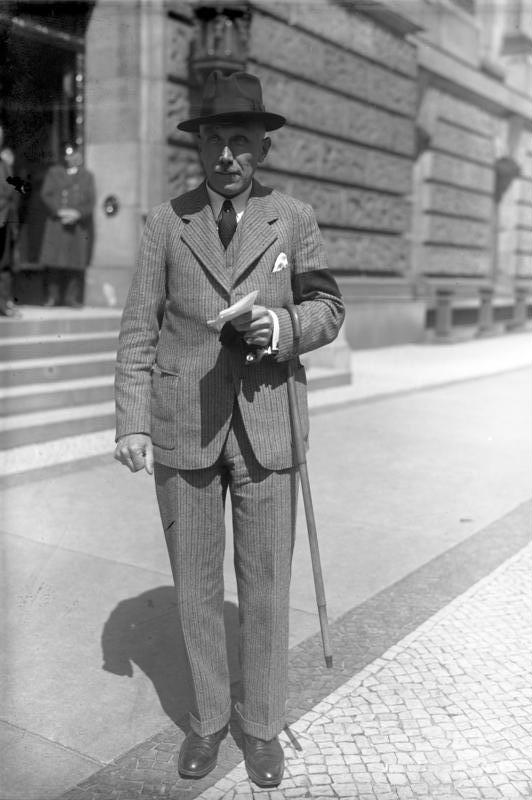
1 липня 1932.
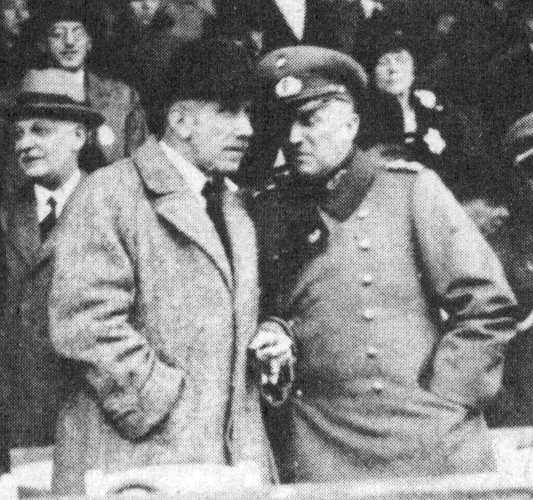
Папен з Куртом фон Шляйхером.
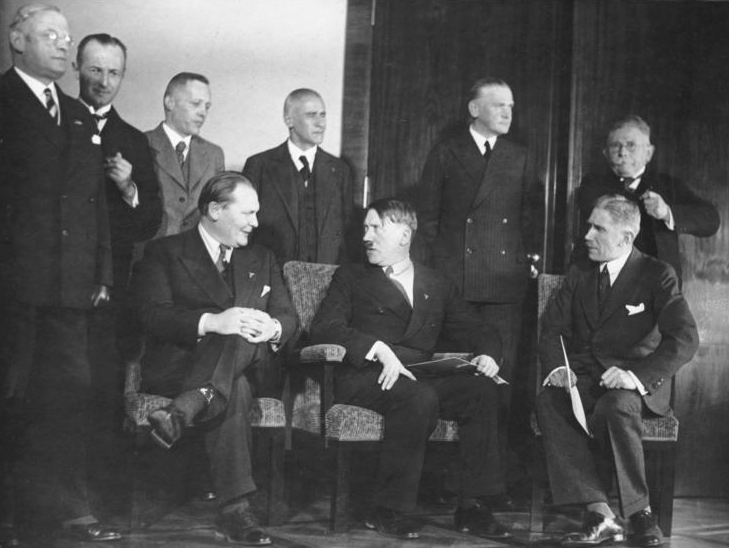
Папен (сидить праворуч) на прийомі в кабінеті Гітлера.
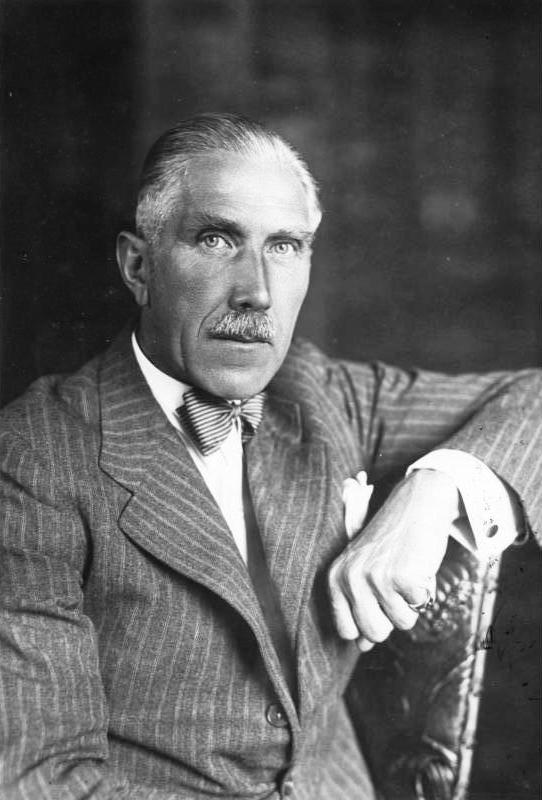
Посол в Туреччині (1940).
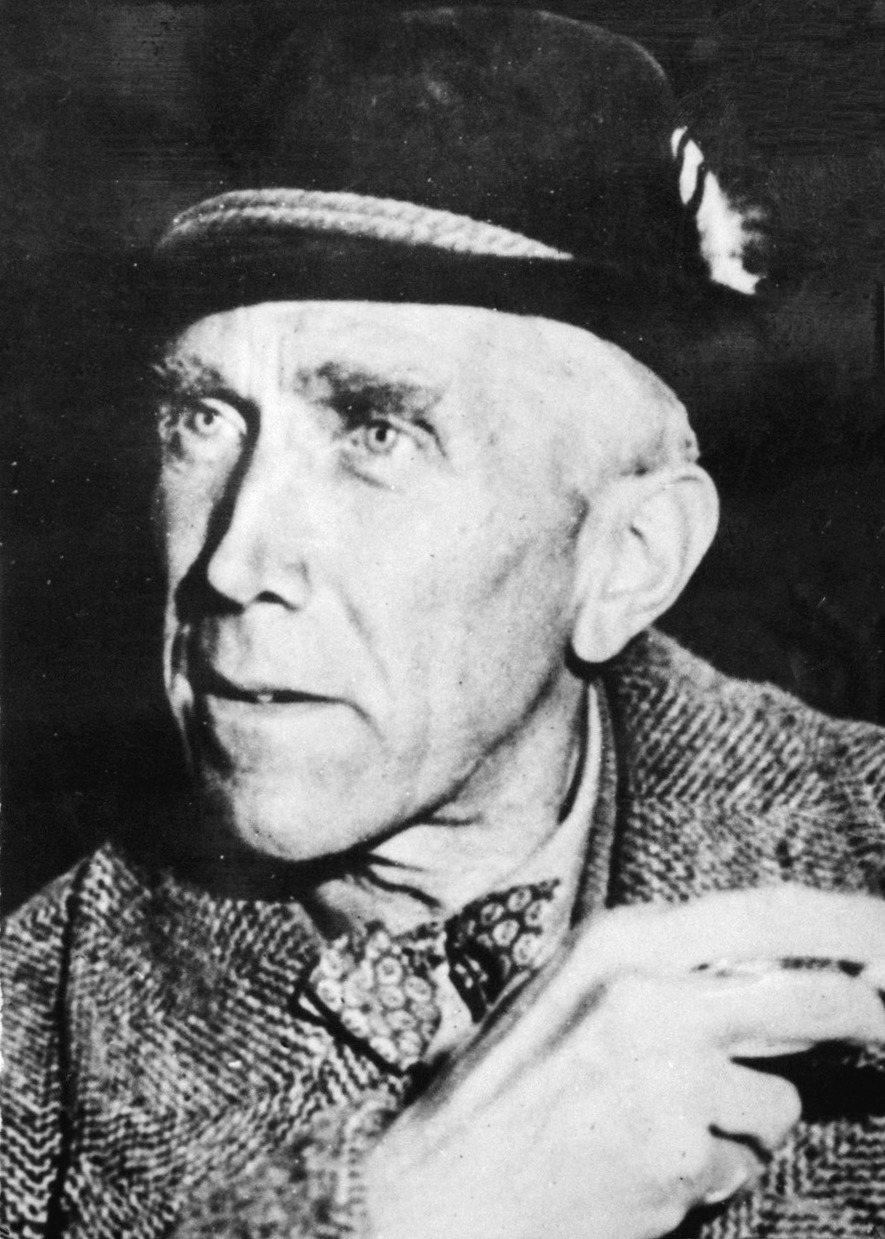
1964.